# جوليانو جيانيتشيدا
جوليانو جيانيتشيدا (بالإيطالية: Giuliano Giannichedda)‏ (21 سبتمبر 1974 إيطاليا - ) هو لاعب كرة قدم إيطالي يلعب كلاعب وسط.

## مسيرته الكروية
لعب جوليانو جيانيتشيدا خلال مسيرته الاحترافية مع 5 أندية في ستة عشر موسمًا وسجل خلالها 5 أهداف ضمن 364 مباراة. حيث فاز في موسم واحد بالكأس ولم يفز بأي دوري.
خاض جوليانو جيانيتشيدا مسيرته مع ASD GC Sora ‏ في موسم 1992–93 واستمر معه طيلة ثلاثة مواسم، مشاركًا في 63 مباراة سجل خلالها هدفين. ثم انتقل إلى نادي أودينيزي في موسم 1995–96 ليلعب معه ستة مواسم، حيث شارك في 151 مباراة سجل خلالها هدفين أيضًا. لينتقل بعدها إلى نادي لاتسيو في موسم 2001–02 ليلعب معه أربعة مواسم، مشاركًا في 107 مباراة سجل خلالها هدفًا واحدًا. ثم انتقل إلى نادي يوفنتوس في موسم 2005–06 ولمدة موسمين، مشاركًا في 35 مباراة ولم يسجل أي هدف. هذا وانتقل لاحقًا إلى نادي ليفورنو في موسم 2007–08 لمدة موسم واحد، مشاركًا في 8 مباريات ولم يسجل أي هدف أيضًا.

## روابط خارجية
- جوليانو جيانيتشيدا على موقع قاعدة بيانات كرة القدم.إي يو (الإنجليزية)
- جوليانو جيانيتشيدا على موقع ناشيونال فوتبول تيمز (الإنجليزية)
- جوليانو جيانيتشيدا على موقع Soccerway.com (الإنجليزية)
- جوليانو جيانيتشيدا على موقع عالم كرة القدم.نت (الإنجليزية)